# Aleksandra Sjtanko
Aleksandra Pavlovna Sjtanko (Russisch: Александра Павловна Штанько) (Samara, 21 februari 1991) is een Russisch basketbalspeelster die uitkomt voor het nationale team van Rusland. Ze werd Meester in de sport van Rusland.

## Carrière
Sjtanko begon haar carrière in 2009 bij Nadezjda Orenburg. In 2014 ging Koerilsjoek spelen voor Jenisej Krasnojarsk. Na twee jaar stapte ze over naar Tsjevakata Vologda. Na twee jaar ging ze naar BK Samara. Na Samara keerde ze terug naar Jenisej Krasnojarsk. In 2020 verhuisde ze naar MBA Moskou. Met MBA Moskou werd ze twee keer derde om het Landskampioenschap van Rusland in 2021 en 2022. Ook werd ze een keer derde om de Beker van Rusland in 2021. Na twee jaar stapte ze over naar Dinamo Koersk.
In 2021 speelde Sjtanko voor het nationale team van Rusland op het Europees kampioenschap basketbal vrouwen 2021.

## Erelijst
- Landskampioen Rusland:
  - Derde: 2021, 2022
- Bekerwinnaar Rusland:
  - Derde: 2021